# Paolo Bufalini

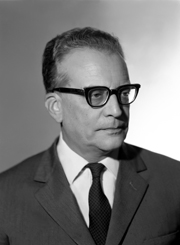
Paolo Bufalini

Paolo Bufalini (* 9. September 1915 in Rom; † 19. Dezember 2001 ebenda) war ein italienischer Politiker des Partito Comunista Italiano (PCI), der zwischen 1963 und 1992 fast 30 Jahre lang Mitglied des Senato della Repubblica war, des Senats des italienischen Parlaments.

## Leben
Paolo Bufalini absolvierte ein Studium der Rechtswissenschaften an der Universität La Sapienza, das er mit einem Lizenziat abschloss, und war politischer Mitarbeiter der Kommunistischen Partei. Er wurde bei den Parlamentswahlen am 28. April 1963 für die Partito Comunista Italiano erstmals zum Mitglied des Senato della Repubblica gewählt, des Senats des italienischen Parlaments. In der vierten Legislaturperiode war er zwischen dem 3. Juli 1963 und dem 19. April 1966 zunächst Mitglied des Ständigen Ausschusses für Auswärtige Angelegenheiten (3ª Commissione permanente (Affari esteri)) sowie im Anschluss vom 20. April 1966 bis zum 4. Juni 1968 Mitglied des Ständigen Ausschusses für öffentlichen Unterricht und schöne Künste (6ª Commissione permanente (Istruzione pubblica e belle arti)). Des Weiteren war er vom 16. März 1964 bis zum 3. Juni 1966 Mitglied des Parlamentarischen Untersuchungsausschusses zum Phänomen „Mafia“ (Commissione parlamentare d’inchiesta sul fenomeno della ‚Mafia‘). Bei den Parlamentswahlen am 19. Mai 1968 erfolgte seine Wiederwahl in den Senat. In der darauf folgenden fünften Legislaturperiode fungierte er zwischen dem 6. Juni 1968 und dem 24. Mai 1972 Vize-Vorsitzender der PCI-Fraktion und gehörte vom 5. Juli 1968 bis zum 24. Mai 1972 wieder als Mitglied dem Ständigen Ausschuss für Auswärtige Angelegenheiten an.
Bufalini wurde bei den Parlamentswahlen am 7. Mai 1972 erneut zum Mitglied des Senats gewählt und war daraufhin in der sechsten Legislaturperiode vom 26. Mai 1972 bis zum 16. April 1975 weiterhin Vize-Vorsitzender der PCI-Fraktion. Außerdem blieb er vom 4. Juli 1972 bis zum 4. Juli 1976 Mitglied des Ständigen Ausschusses für Auswärtige Angelegenheiten. Nach seiner Wiederwahl bei den Parlamentswahlen am 20. Juni 1976 war er auch in der siebten Legislaturperiode zwischen dem 27. Juli 1976 und dem 19. Juni 1979 Mitglied des Ständigen Ausschusses für Auswärtige Angelegenheiten. Er wurde bei den Parlamentswahlen am 3. Juni 1979 wieder zum Mitglied des Senato della Repubblica gewählt und war daraufhin während der achten Legislaturperiode zwischen dem 27. Juni 1979 und dem 11. Juli 1983 als Componente del Comitato Direttivo Mitglied des Lenkungsausschusses der PCI-Fraktion. Außerdem war er vom 12. Juli 1979 bis zum 11. Juli 1983 weiterhin Mitglied des Ständigen Ausschusses für Auswärtige Angelegenheiten.
Bei den Parlamentswahlen am 26. Juni 1983 wurde Paolo Bufalini erneut zum Mitglied des Senats gewählt. Er war im Anschluss in der neunten Legislaturperiode vom 19. Juli 1983 bis zum 19. September 1985 weiterhin Mitglied des Lenkungsausschusses der PCI-Fraktion und zugleich zwischen dem 9. August 1983 und dem 1. Juli 1987 zudem Mitglied des Ständigen Ausschusses für Auswärtige Angelegenheiten. Zuletzt wurde er bei den Parlamentswahlen am 14. Juni 1987 noch einmal zum Mitglied des Senats gewählt und gehörte diesem bis zum 22. April 1992 an. Er war während der zehnten Legislaturperiode zwischen dem 1. August 1987 bis zum 27. September 1989 zunächst weiterhin Mitglied des Ständigen Ausschusses für Auswärtige Angelegenheiten beziehungsweise vom 27. September 1989 bis zum 22. April 1992 Mitglied des daraus hervorgegangenen Ständigen Ausschusses für Auswärtige Angelegenheiten und Einwanderung (3ª Commissione permanente (Affari esteri, emigrazione)). Darüber hinaus gehörte er zwischen dem 17. September 1987 und dem 2. August 1989 wieder dem Lenkungsausschuss der Fraktion der PCI an, die sich am 12. Februar 1991 in Comunista-Partito Democratico della Sinistra (PDS) umbenannte.